# バーミンガム・モーズリーRC
バーミンガム・モーズリー・ラグビークラブ（英: Birmingham Moseley Rugby Club）は、イングランドのバーミンガム・モーズリーに本拠地を置くラグビーユニオンクラブである。スタジアムはビルズリー・コモン。ナショナルリーグ1（3部）に所属。

## 歴史
1873年創設。
1987年、ナショナル・ディビジョンワン（現・ギャラガー・プレミアシップ）の初年度参加クラブに選ばれる。同年9月5日に行われたノッティンガム戦がナショナル・ディビジョンワンの初試合となった。
1990-91シーズン後に降格して以降は、プレミアシップから遠ざかっている。

## 歴代所属選手
- コリー・ヒル(ウェールズ代表)
- ウィル・フーリー(アメリカ代表)
- マイク・エレリー(7人制イングランド代表)
- ウィル・スチュアート(イングランド代表)
- ダン・ノートン(7人制イングランド代表)
- アレックス・ミッチェル(イングランド代表)